# Cuphodes thysanota
Cuphodes thysanota är en fjärilsart som beskrevs av Edward Meyrick 1897. Cuphodes thysanota ingår i släktet Cuphodes och familjen styltmalar. Inga underarter finns listade i Catalogue of Life.